# San Pietro a Patierno (Nápoly)
A San Pietro a Patierno egy nápolyi templom. Jelenlegi formáját a 18. század során nyerte el. Belsőjét számos értékes festmény díszíti valamint Giglio fából faragott szobra: Szent Anna a gyermek Máriával. A templomot egyházkerületi szentéllyé avatták a San Pietro a Patierno negyedben megtörtént 1772-es csoda kétszáz éves évfordulójára. A csodát az egyház is elismeri. Tudományos szempontból Melchiorre Vairo és Domenico Cotugno bizonyították létezését. A csoda lényege, hogy ismeretlen tettesek felszentelt ostyákat loptak el a templomból, melyeket egy későbbi időpontban találtak meg egy trágyarakás alatt, miután titokzatos fény jelent meg a helyen. Tudományos ez magyarázható lenne az ostyák bomlásával, viszont ezeket teljesen épen találták meg.